# Radu Scutelnicu
Radu Scutelnicu (n. 24 august 1938, Mihălășeni, Botoșani, d. 14 octombrie 1998, București) a fost un inginer constructor (1960 - 1993), inițiator și coautor al mai multor invenții și inovații în domeniul construcțiilor hidrotehnice.

## Biografie
Radu Scutelnicu s-a născut în 1938 la Mihălășeni în județul Botoșani. Părinții săi au fost Mihai, profesor de matematică, veteran de război și Emilia, învǎțătoare. A fost căsătorit cu Magdalena-Carmen, născută Sârbu și a avut ca fiică, pe Carmen-Cristina.
A urmat cursurile liceului „A. T. Laurian” din Botoșani pe care le-a absolvit ca șef de promoție, cu „Diplomă de merit”, apoi cele ale Facultății de Construcții din cadrul Institutului Politehnic „Gh. Asachi” din Iași, pe care a absolvit-o în 1960 "cu cea mai mare medie din promoția sa".
La numai 22 de ani și-a început activitatea profesională ca inginer pe șantierul Hidrocentralei de la Bicaz, continuând cu Valea Bistriței, la Grupul de Șantiere Bistrița-aval apoi, între anii 1963 și 1967, a participat ca inginer-șef la construirea Hidrocentralei Gârleni, comună unde, în amintirea sa una dintre străzi îi poartă numele.
Din anul 1967 a lucrat pe șantierul barajului Poiana Uzului de pe Valea Trotușului la construcția celui de-al treilea baraj cu contraforți din țară, unde s-a remarcat prin introducerea de soluții tehnice inovative foarte practice, ceea ce i-a adus înaintarea în funcție. Între anii 1970 și 1974 a condus în calitate de șef de șantier lucrǎrile de construire și amenajare a centralei electrice subterane Mărișelu din cadrul Grupului de Șantiere Someș. La acest obiectiv strategic a introdus și experimentat cu succes mecanizarea integrală a lucrărilor de betonare în subteran.
Începând din anul 1974 a coordonat realizarea hidrocentralelor din cadrul Grupului de Șantiere Olt-Inferior (Zăvideni, Drăgășani, Strejești, Arcești, Slatina, Ipotești, Frunzaru, Rusănești, Izbiceni), ca director de grup, creând și utilizând tehnologii noi.
Între anii 1987 și 1993 a condus Trustul de Construcții Hidroenergetice București în calitate de Director General cu rangul de funcție de stat prin importanța și mărimea întreprinderii - 80 de mii de salariați. Deși această perioadă s-a caracterizat printr-o puternică recesiune în toate domeniile economice ale țării și reducerea tuturor investițiilor în domeniu, sub conducerea sa trustul a pus în funcțiune o serie de amenajări importante (Colibița, Drăgan-Iad, Siriu, Râul Mare aval, Bistra, Olt-inferior și Superior) S-a stins din viață în anul 1998, la 14 octombrie, la vârsta de 60 de ani.

## Contribuții, invenții și inovații
Radu Scutelnicu a realizat între anii 1967 și 1970 inovații referitoare la folosirea prefabricatelor de beton până la 2,5 tone la cofrarea și protecția paramentelor, sablarea rosturilor de betonare care duce la eliminarea microfisurilor și obținerea unor rosturi de rezistență practic egală cu aceea a betonului monolit, vacuumarea suprafeței betonului la parament care a dus la extragerea a 8–10 litri apă/mc și creșterea rezistenței la compresiune cu 50 %, ancorarea rocilor fisurate de pe versanții prin precomprimare.
Între anii 1970 și 1974 a introdus teoretic și practic și a experimentat cu succes în activitatea curentă inovații referitoare la mecanizarea integrală a lucrărilor de betonare în subteran. În perioada 1974–1987 a creat și a utilizat tehnologii noi, printre care tehnologia de etanșare în profunzime, cu ecran subțire, a incidentelor îndiguite, invenție care a fost aplicată în locul unor tehnologii franceze foarte costisitoare (de exemplu, în locul peretelui clasic de 60 cm a rezultat un perete de 15 cm, cu aceeași rezistență).
În 1995, Trustul de Construcții Hidroenergetice a obținut „Premiul Internațional de Calitate” și „Steaua de aur” la Madrid, acordat de Trade Leaders' Club.